# Silnice II/417
Silnice II/417 je česká silnice II. třídy v Jihomoravském kraji, která vede z Brna do Křenovic. I přes malou délku (13,5 km) prochází třemi okresy.

## Vedení silnice

### Jihomoravský kraj

#### Okres Brno-město
- Tuřany
  - křižovatka s II/380 a III/15283
  - ul. Pratecká
- Dvorska (ul. Zapletalova)

#### Okres Brno-venkov
- Kobylnice (odbočka III/4171, III/4174, III/4183)
- Prace (odbočka III/4176, III/4178)

#### Okres Vyškov
- rozcestí Blažovice/Zbýšov (III/4179)
- Křenovice (napojení na II/416)

## Zajímavosti na trase
Značná část trasy vede Slavkovským bojištěm. V Praci odbočuje silnice III/4176 k Mohyle míru na Prackém kopci.

## Vodstvo na trase
Ve Dvorskách vede přes Dunávku, v Kobylnici přes Říčku a v Praci před Pracký potok.